# Gobierno y política de Mali

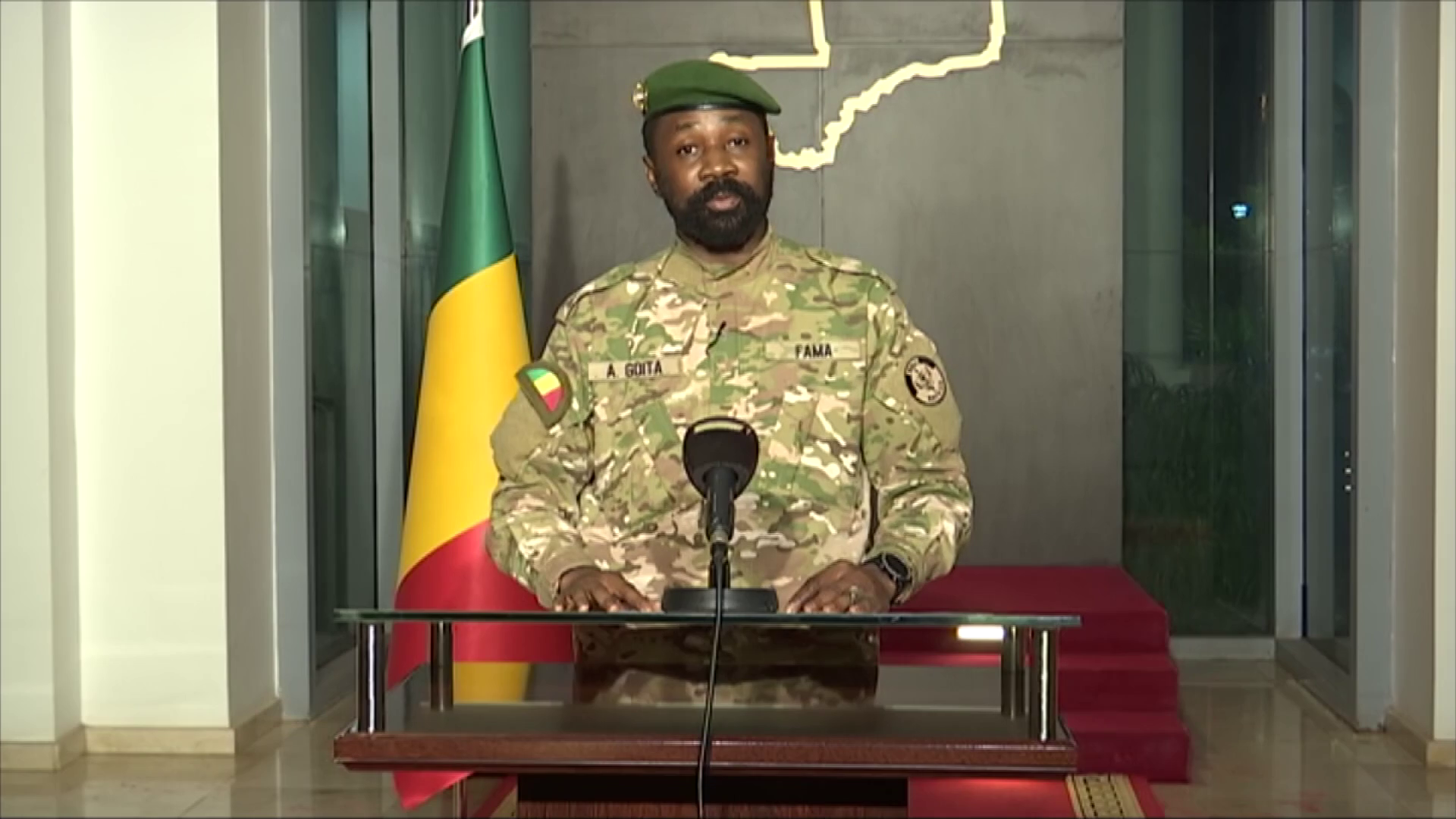
Coronel Assimi Goita en agosto de 2021

## Instituciones
Las instituciones de Malí están definidas en la Constitución de 1992 fundada por la tercera república.
El Presidente de la República, jefe de Estado, es elegido por cinco años a través de sufragio universal directo. Amadou Toumani Touré fue elegido en 2002.
El primer ministro y los ministros están nombrados por el presidente de la República. Ousmane Issoufi Maïga fue nominado en abril de 2004.
El parlamento está constituido por una sola cámara, la Asamblea nacional. Los diputados son elegidos por mandato durante cinco años por sufragio universal directo. La última elección tuvo lugar en 2002. Ibrahim Boubakar Keita es presidente de la asamblea nacional. Dioncounda Traoré es el actual presidente de la asamblea nacional.

## Partidos políticos
Después de la caída del régimen dictatorial de Moussa Traoré y la institución de la tercera república en 1992, el multipartidismo entró en vigor en Malí. Existen más de 80 partidos políticos.
Entre los principales partidos políticos:
- Alianza por la democracia de Malí-Partido Africano por la Solidaridad y la Justicia (ADEMA/PASJ)
- Unión sudanesa-Reagrupamiento Democrático Africano (US/RDA)
- Asamblea por Mali (RPM)
- Congreso nacional de iniciativa democrática (CNID)
- Movimiento partiótico por la renovación (MPR)
- Partido de la independencia, de la democracia y de la solidaridad (PIDS)
- Partido por el renacimiento nacional (PARENA)
- Unión por la república y la democracia (URD)
- Partido por la democracia y la renovación (PDR)
- Partido ecologista por la integración (PEI)

## Elecciones

### Legislativas de 1992
Tuvieron lugar el 9 de marzo de 1992, finalizaron con la victoria de la ADEMA/PASJ.

### Presidenciales de 1992
En la segunda vuelta del 26 de abril de 1992, Alpha Oumar Konaré es elegido con 69,01%, frente a Tieoulé Mamadou Konaté.

### Presidenciales de 1997
El 17 de mayo de 1997, Alpha Oumar Konaré es reelegido presidente de la República. Esta elección fue boicoteada por los principales partidos de la oposición.

### Legislativas de 1997
El 13 de abril de 1997 tuvo lugar la primera vuelta de las elecciones legislativas que fueron invalidadas por la Corte constitucional. Unas nuevas elecciones legislativas tuvieron lugar el 20 de julio y el 3 de agosto de 1997. La ADEMA/PASJ salió escogida.

### Presidenciales de 2002
El 12 de mayo, Amadou Toumani Touré, es elegido en la segunda vuelta presidente de la República con 64,35% de los votos frente a Soumaila Cissé.

### Legislativas de 2002
Tuvieron lugar en agosto de 2002. Ningún partido consigue la mayoría absoluta, la ADEMA/PASJ se mantiene como primera fuerza política del país, obteniendo 51 diputados, seguidos por el RPM con Ibrahima Boubacar Keita con 45 diputados.

### Municipales de 2004
Tuvieron lugar el 30 de mayo de 2004. ADEMA obtuvo el 28%, URD el 14% y RPM el 14%.

### Presidenciales de 2012
La primera vuelta de la elección presidencial tiene lugar el 28 de julio de 2013. Una segunda vuelta tendrá lugar el 11 de agosto si se necesita. Inicialmente prevista en 2012, la elección no podía realizarse a causa del golpe de Estado.

#### Contexto
La primera vuelta originalmente se citó en 29 de abril, y la segunda en 13 de mayo. La primera vuelta habría incluido un referéndum acerca de la revisión de la constitución.
El segundo mandato del presidente Amadou Toumani Touré se terminó en 2012. El presidente confirme que no se presenta como candidato, según la constitución.